# Friedrich Franz (Pfarrer)
Friedrich Franz (* 25. März 1898 in Dresden; † 30. November 1970 in Prien am Chiemsee) war ein deutscher evangelischer Pfarrer.

## Leben
Franz, ein Sohn des Postamtmanns Friedrich Franz, studierte ab 1919 an den Universitäten Berlin und Halle (Saale) Evangelische Theologie. Am 20. Dezember 1925 wurde er ordiniert. Nach Tätigkeiten als Vikar in Altflemmingen bei Naumburg und als Hilfsprediger an St. Stephani in Zeitz und Pfarrer in Rasberg bei Zeitz ab 1926 wurde er 1929 an die Nikolaikirche in Gardelegen berufen, wo er bis zu seinem Ruhestand im Jahr 1966 wirkte. 1940 promovierte er an der Martin-Luther-Universität Halle-Wittenberg mit einer Studie zu dem theologischen Schriftsteller Arnold Bierstedt zum Lizentiat der Theologie.
In den Apriltagen des Jahres 1945 versteckte er von den Todesmärschen geflohene KZ-Häftlinge in einem Hofgebäude des Pfarrhauses und rettete sie so vor Massaker in der Isenschnibber Feldscheune. Außerdem trug er durch seine Intervention beim Befehlshaber Brigadegeneral Frank A. Keating dazu bei, dass die Stadt Gardelegen nicht dem Erdboden gleichgemacht wurde.
In Gardelegen ist heute das Johanniterhaus, eine Altenpflegeeinrichtung, nach ihm benannt.